# Heinz Düx
Heinz Düx (* 24. April 1924 in Marburg; † 3. Februar 2017) war ein deutscher Rechtswissenschaftler und Publizist. Als Untersuchungsrichter im Frankfurter Auschwitzprozess trug er maßgeblich zum Paradigmenwechsel der bundesdeutschen Nachkriegsjustiz bei der strafrechtlichen Aufarbeitung der nationalsozialistischen Gewaltherrschaft bei. Von 1973 bis 1991 war er Mitherausgeber und Autor der Zeitschrift Demokratie und Recht.

## Leben
Düx wurde als Sohn des Mechanikermeisters Heinrich Düx und seiner Ehefrau Sophie (geb. Beutel) geboren. Nach dem Besuch der Grundschule und dem Abitur 1942 an der Oberrealschule (heute Martin-Luther-Schule), studierte er in den Jahren 1942 bis 1948 Rechtswissenschaften an der Philipps-Universität in Marburg. 1944/45 kam es zur Unterbrechung des Studiums durch eine Arbeitsverpflichtung im Marburger Bahnbetriebswerk. Um einer Zwangsverpflichtung zum Volkssturm zu entgehen, hielt er sich im Vogelsbergkreis versteckt. Nach 1945 war er zusammen mit dem Romanisten Werner Krauss und dem Wirtschaftswissenschaftler Joachim Grunau Mitglied des Entnazifizierungsausschusses der juristischen Fakultät an der Philipps-Universität in Marburg.
Die 1. Staatsprüfung legte er am 21. November 1946 mit dem Prädikatsexamen „gut“ ab. Im Januar 1948 erfolgte seine Promotion bei Heinrich Freiherr von Minnigerode mit einer Arbeit über das Thema „Die freie Gewerkschaftsbewegung, ihr Wesen und ihr Einfluss auf die Rechtsentwicklung von der Gründung bis zum Ausbruch des 1. Weltkrieges“. Die 2. juristische Staatsprüfung absolvierte Düx am 24. November 1950 mit dem Prädikatsexamen „gut“. Als Anwalt bzw. Richter im hessischen Justizdienst war Düx zeitlebens mit der juristischen Aufarbeitung der Verbrechen des deutschen Faschismus beschäftigt.
Düx wurde 1954 Richter. Da er sich gegen die Einsetzung eines ehemaligen Hitlerjugend-Führers als Vorsitzenden Richter in einer Wiedergutmachungskammer gewandt hatte, wurde er disziplinarisch belangt. Dadurch fiel er dem Hessischen Generalstaatsanwalt Fritz Bauer auf. Von 1960 bis 1963 war er beim Landgericht Frankfurt am Main als Untersuchungsrichter in politischen Strafsachen mit den Auschwitz- und Euthanasieverfahren befasst, dessen Ermittlungen Bauer leitete. Da Düx eine in diesem Rahmen beantragte Dienstreise zur Besichtigung des KZ Auschwitz neun Monate lang nicht bewilligt wurde, besuchte Düx den Tatort privat auf eigene Kosten. Düx vernahm 200 Zeugen und konnte die Voruntersuchungen bereits nach einem Jahr, am 19. Oktober 1962, abschließen, sodass der Auschwitzprozesse von 1963 bis 1965 durchgeführt werden konnten. Der Hessische Justizminister Karl Hemfler ernannte Düx am 24. Dezember 1970 zum Senatspräsidenten am Oberlandesgericht Frankfurt am Main. Er übernahm einen Zivilsenat, die sich überwiegend mit Rückerstattungs- und Entschädigungsfragen der NS-Opfer beschäftigte. Düx war 1987 als Sachverständiger vor den Innenausschuss des Deutschen Bundestages geladen, als über die Erweiterung der entschädigungsberechtigten Personenkreise nach dem Bundesentschädigungsgesetz (BEG) beraten wurde. Er beklagte die Benachteiligung vieler Opfergruppen. Den Empfehlungen von Düx folgte man nicht.
Düx war unter anderem zusammen mit Wolfgang Abendroth und Helmut Ridder Mitbegründer und von 1973 bis 1991 Mitherausgeber und Autor der Zeitschrift Demokratie und Recht. Als kritischer Kommentator der bundesdeutschen Geschichte und Gegenwart veröffentlichte Düx daneben Beiträge u. a. in der antifaschistischen Wochenzeitung „die tat“ und im „bulletin“ des von Renate Riemeck geleiteten Fränkischen Kreises (Freie Vereinigung von Angehörigen geistiger Berufe in der Bundesrepublik, Mitglied der Weltföderation der Wissenschaftler) und in Buchpublikationen. Übersetzungen liegen in englischer, französischer und polnischer Sprache vor.
1973 war Düx Teilnehmer am Weltkongress der Friedenskräfte in Moskau. Die hessische CDU strengte 1975 und 1982 im Landtag vergeblich ein Disziplinarverfahren mit dem Ziel der Amtsenthebung an. 1987, 1989 und 1995 wurde Düx als Sachverständiger beim Rechts- bzw. Innenausschuss des Deutschen Bundestages angehört. 2013 war Düx Referent auf dem 2. Symposium „Verantwortung der Juristen“ im Schwurgerichtssaal des Landgerichts Nürnberg-Fürth im Rahmen der Tagung „Die Rosenburg. Das Bundesministerium der Justiz und sein Umgang mit der Vergangenheit“.
Der Nachlass von Düx wird im Marburger Stadtarchiv aufbewahrt. Ein weiterer Teilnachlass findet sich im Archiv des Fritz Bauer Instituts in Frankfurt am Main.

## Mitgliedschaften
Düx war ab 1945 Mitglied der KPD sowie Mitglied der Gewerkschaft ÖTV, heute ver.di, der SPD, der Vereinigung der Verfolgten das Naziregimes/Bund der Antifaschistinnen und Antifaschisten (VVN/BdA), der Fédération Internationale des Résistants (FIR) und der Vereinigung Demokratischer Juristen (VDJ). In der VVN/BdA und der VdJ gehörte er dem Präsidium bzw. dem Vorstand an.
Sein Sohn Henry Düx (1947–2007), der zeitweise im Büro von Rupert von Plottnitz arbeitete, war ebenfalls als Rechtsanwalt tätig.

## Schriften (Auswahl)
- Die Beschützer der willigen Vollstrecker. Politische Innenansichten der bundesdeutschen Justiz. Herausgegeben von Friedrich-Martin Balzer, Bonn 2004, ISBN 3-89144-354-4, 2. Auflage 2013.
- Justiz und Demokratie. Anspruch und Realität in Westdeutschland nach 1945. Gesammelte Schriften 1948–2013. Herausgegeben von Friedrich-Martin Balzer, Pahl-Rugenstein, Bonn 2013, ISBN 978-3-89144-467-2.
- Das Gesamtwerk. Herausgegeben von Friedrich-Martin Balzer, CD-ROM, Bonn 2013, ISBN 978-3-89144-504-4.

## Film
- Der Einzelkämpfer. Richter Heinz Düx. Ein Film von Wilhelm Rösing/Bremen. Im Auftrag von Historisches Museum Frankfurt/Bibliothek der Alten © 2011, 79 Minuten Wilhelm Rösing Film